# Pristimantis cryptomelas
Pristimantis cryptomelas es una especie de anfibio anuro de la familia Craugastoridae.

## Distribución
Esta especie habita entre los 2,470 y 3,100 m de altitud:
- en Ecuador, en las provincias de Zamora-Chinchipe y Morona-Santiago en la vertiente oriental de la Cordillera Oriental;
- en el Perú, en la provincia de Huancabamba, en la región de Piura, en la vertiente occidental de la cordillera de Huancabamba.[4]

## Descripción
Los machos miden de 28.2 a 30.2 mm y las hembras 38.6 mm.

## Publicación original
- Lynch, 1979 : Leptodactylid frogs of the genus Eleutherodactylus from the Andes of southern Ecuador. Miscellaneous Publication, Museum of Natural History, University of Kansas, vol. 66, p. 1-62[5]